# ドイツの国章
ドイツの国章（ドイツのこくしょう　ドイツ語: Bundeswappen Deutschlands）は、金色のフィールドに黒い鷲（アドラー）をモチーフにしている。現在のドイツ連邦共和国の国章が定められたのは、1950年である。

## 歴史上のドイツ国章
鷲は大型の鳥類として食物連鎖の頂点に立っていることから、ヨーロッパでは古来より、勇猛果敢さと力、無敵の象徴とされ、多くの権力者に好まれてきた。その意匠は、すでに8世紀半ばのカール大帝の頃から用いられ、13世紀初頭には「金地に黒鷲」の紋章が神聖ローマ帝国皇帝の紋章とされるようになった。1433年、「双頭の鷲」の紋章が神聖ローマ帝国の紋章と定められた。15世紀半ばには、歴代皇帝の紋章に鷲が用いられるようになった。その後、双頭の鷲の紋章は、オーストリアの王家であるハプスブルク家の紋章に引き継がれた。
1848年、フランクフルト国民議会は、皇帝のシンボル（剣、宝珠、笏、王冠）を除いた「双頭の鷲」を引き続き新しい国章として用いることを決議した。
1867年、プロイセン王国の下に北ドイツ連邦が成立した際には、新しい紋章が採用されたが、そこにも鷲が用いられている。そして、1871年にドイツ統一が成ってドイツ国（ドイツ帝国）となった際には、プロイセン王国の紋章が元となり新しい国章が作られた。プロイセン王国の国旗の中央には、国章である四つの皇帝のシンボルを付けた鷲が描かれている。
鷲のモチーフは、この後、1918年にヴァイマル共和政（ワイマール共和国）となった際にも、また、1933年にナチス・ドイツとなった際にも国章に維持された。ワイマール共和国の国章は、4つの皇帝のシンボルを外した鷲（ワイマール鷲）である。また、1935年にワイマール鷲に替わって採用された国章は、ナチスのシンボルである鉤十字の上に鷲をあしらったものである。
1945年、連合国軍によるベルリン宣言の発令によってドイツ国が消滅し、その後継国家として成立したドイツ連邦共和国では、ヴァイマル共和政時代に改良され簡略化されたワイマール鷲（1928年 - 1933年）をそのまま使用し、1950年、今日「連邦鷲」(Bundesadler)と呼ばれる形式上新しいドイツ国章が誕生した。
他方、同年に成立したドイツ民主共和国（東ドイツ）でも新しい国章を定めたが、鷲は用いられず、当初は労働者を象徴するハンマーをモチーフにした簡素な国章とした。後の1953年になって知識人を意味するディバイダを加えた上で農民を象徴する麦で囲むという他の社会主義国の「鎌と槌」に近いモチーフが使われるようになり、さらに1955年には地色を赤に変えてソビエト連邦の国章に似たデザインとなった。1990年、ドイツ再統一によってその役割を終えた。

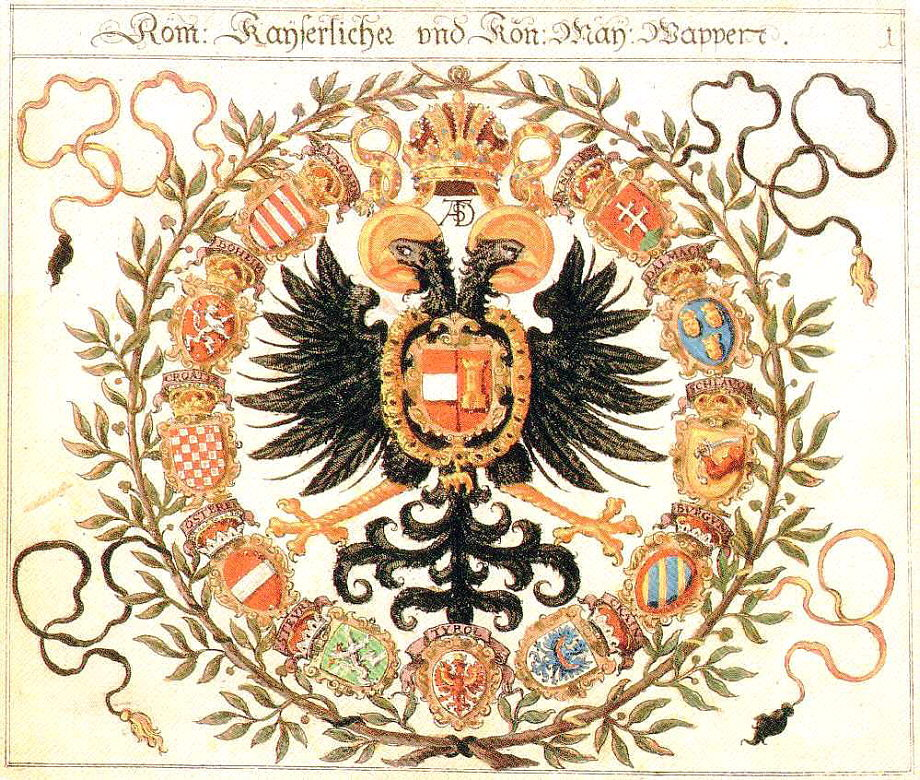
神聖ローマ皇帝の紋章（これはハプスブルク家のもの）
プロイセン王国の国章（1892年〜1918年） 下の紋章と国章は別の物である。
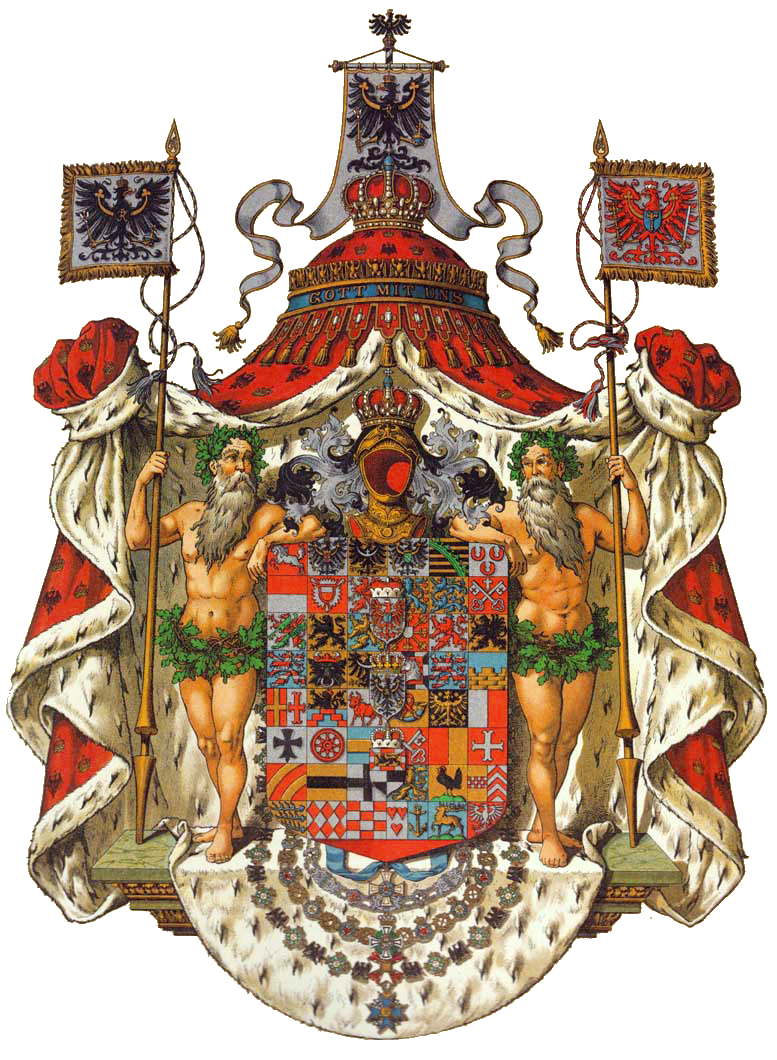
プロイセン王国の紋章（ホーエンツォレルン家）
ドイツ連邦の国章
北ドイツ連邦の国章
ドイツ帝国時代の大紋章
ドイツ帝国時代の小紋章
ヴァイマル共和政時代の国章（1919年 - 1928年）
ナチス・ドイツの国章
1950年から1953年までのドイツ民主共和国（東ドイツ）の国章
1953年から1955年までの東ドイツの国章
1955年から1990年までの東ドイツの国章
1997年から連邦政府の各省庁のロゴとして使用されているワシのマーク
連邦政府（行政府）のロゴ
ドイツ連邦議会のロゴ